# Richard V. Spencer
Pour les articles homonymes, voir Spencer.
Richard Vaughn Spencer, né le 18 janvier 1954 à Waterbury (Connecticut), est un homme politique américain. Il est secrétaire à la Marine des États-Unis d'août 2017 à septembre 2019 et, à ce titre, il assure les fonctions de secrétaire à la Défense par intérim du 15 juillet 2019 à fin juillet 2019.

## Biographie
Richard Spencer suit des études d'économie au Rollins College à Winter Park en Floride. Après avoir obtenu son diplôme, il rejoint en 1976 le corps des Marines où il sert comme aviateur. Il quitte l'armée en 1981 avec le grade de captain.
Il travaille ensuite à Wall Street au sein de plusieurs entreprises. De novembre 2001 à janvier 2008, il est directeur financier d'IntercontinentalExchange (ICE), place boursière basée à Atlanta. De 2009 à 2015, il fait partie du Defense Business Board, un organisme consultatif du Pentagone chargé d'émettre des recommandations pour une gestion plus efficace du ministère.
En mars 2017, il est choisi par Donald Trump pour le poste de secrétaire à la Marine des États-Unis. Il est confirmé par un vote du Sénat le 1er août suivant et prend ses fonctions le 3 août.
Le 15 juillet 2019, il assume les fonctions de secrétaire à la Défense par intérim, en remplacement du secrétaire à l'Armée Mark Esper.
Le 24 novembre 2019, il est renvoyé par Esper pour avoir contourné son autorité en tentant de négocier un accord avec la Maison-Blanche dans le dossier Eddie Gallagher sans l'autorisation du secrétaire. Dans sa lettre de démission, il déclare : « Il est devenu évident [que] je ne partage plus la même compréhension des principes fondamentaux de l’ordre juste et de la discipline avec le commandant en chef qui m’a nommé. Je ne peux pas, en toute conscience, obéir à un ordre qui, à mon avis, enfreint le serment sacré que j’ai prêté en présence de ma famille, devant mon drapeau et ma foi pour soutenir et défendre la Constitution des Etats-Unis ».